# Джанк-фуд

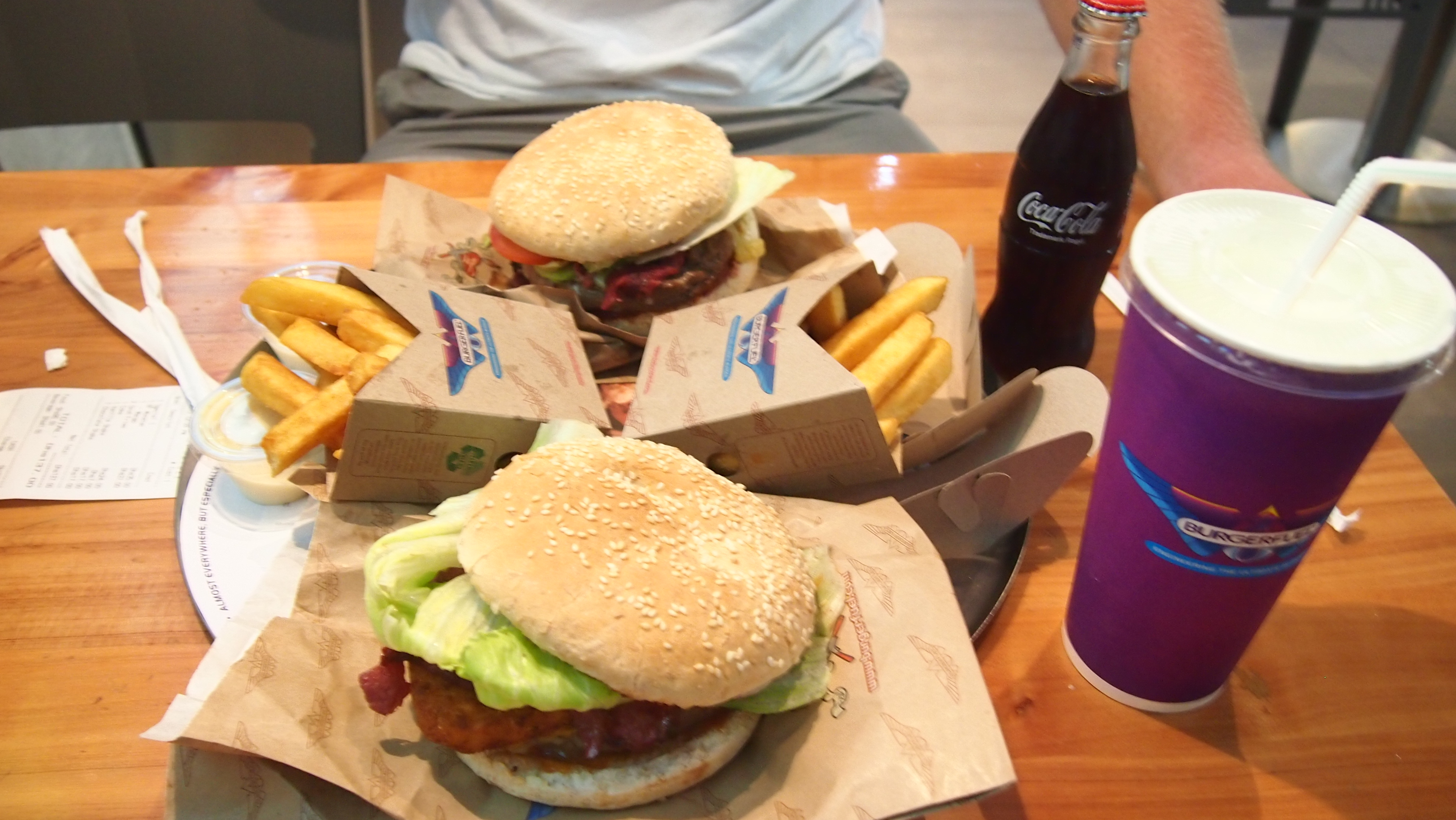
Гамбурґер, картопля фрі та кола

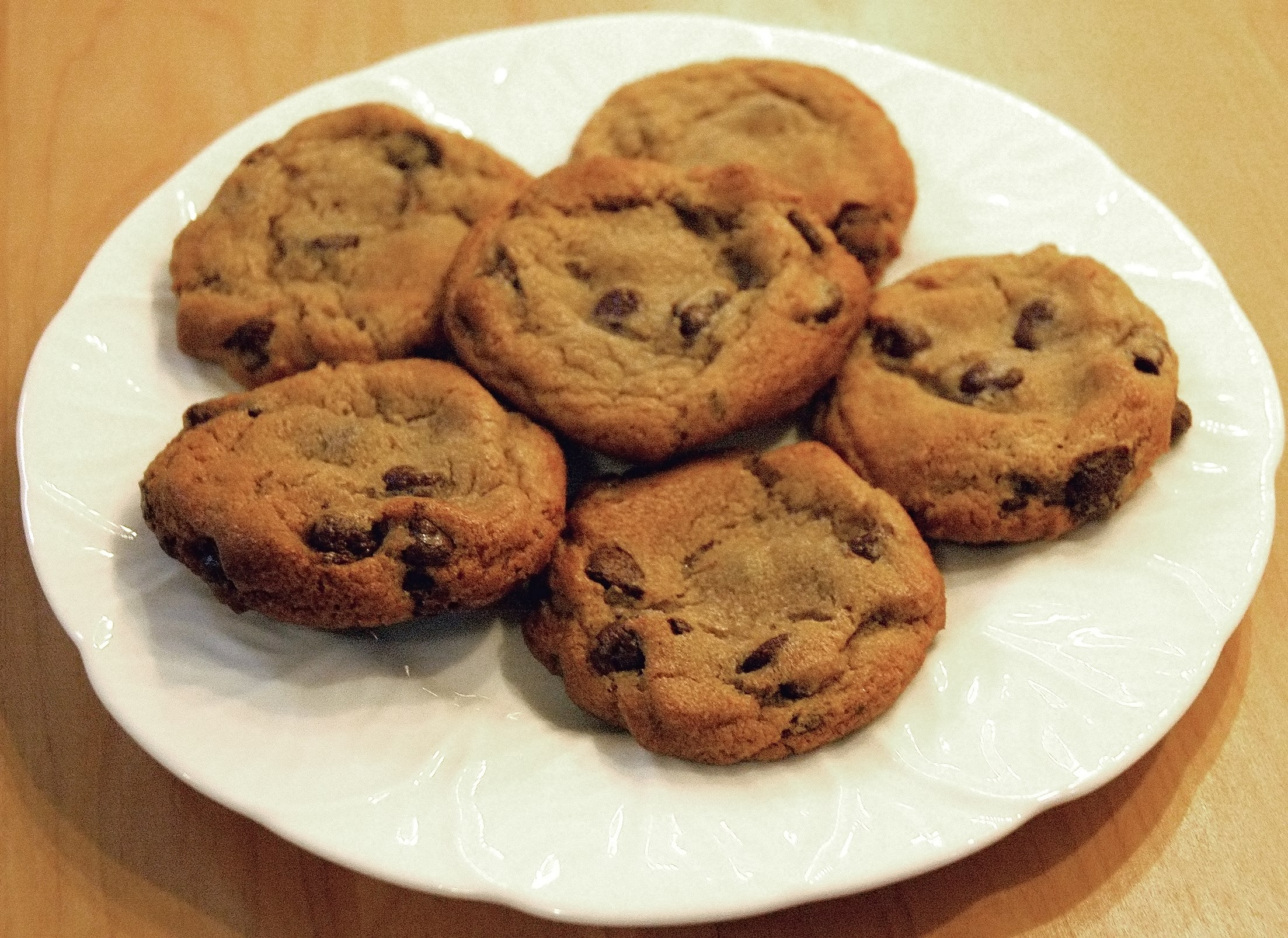
Шоколадне печиво

Джанк-фуд, джанкфу́д (англ. junk food, досл. «сміттєва їжа»; українські аналоги шкідлива їжа, нездорова їжа) — термін на позначення легкої в приготуванні дешевої їжі, що містить багато калорій із цукру та/або жиру, але мало харчових волокон, білків, вітамінів, мінералів чи інших важливих компонентів харчової цінності. Термін є пейоративним і походить із США 1950-их.
Деякі продукти з високим вмістом білка, як-от жирне смажене м’ясо, можна вважати шкідливою їжею. Фаст-фуди часто ототожнюють із джанк-фудом, хоча це не завжди коректно. Переважно джанк-фуд — це їжа, що пройшла високу обробку.
Типовий джанк-фуд — це різного роду кукурудзяні пластівці, попкорн, картопля фрі ітп. До цієї групи також зараховують напої типу коли з високим вмістом цукру.